# Clava

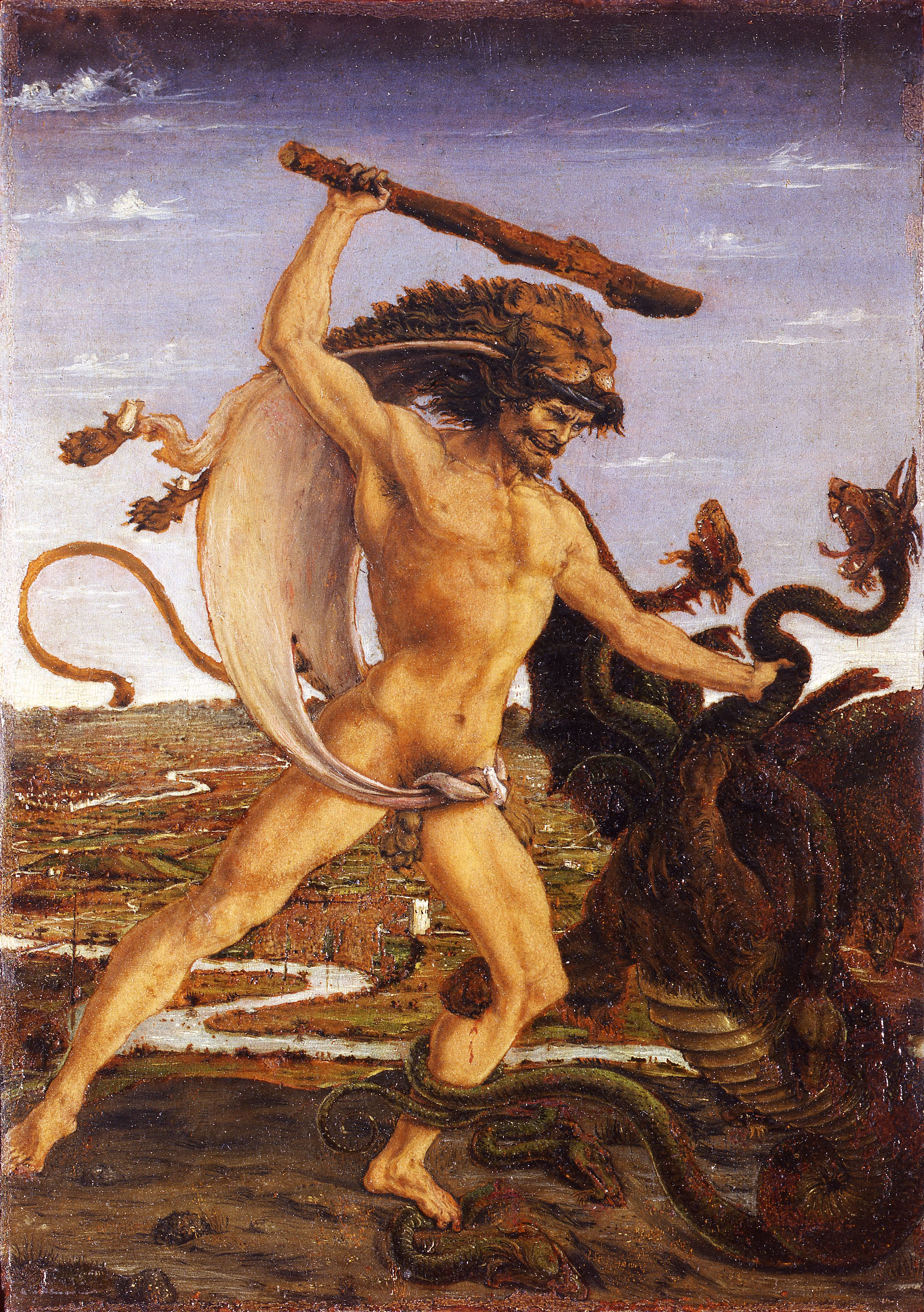
Heracles luchando con una clava contra la Hidra de Lerna.

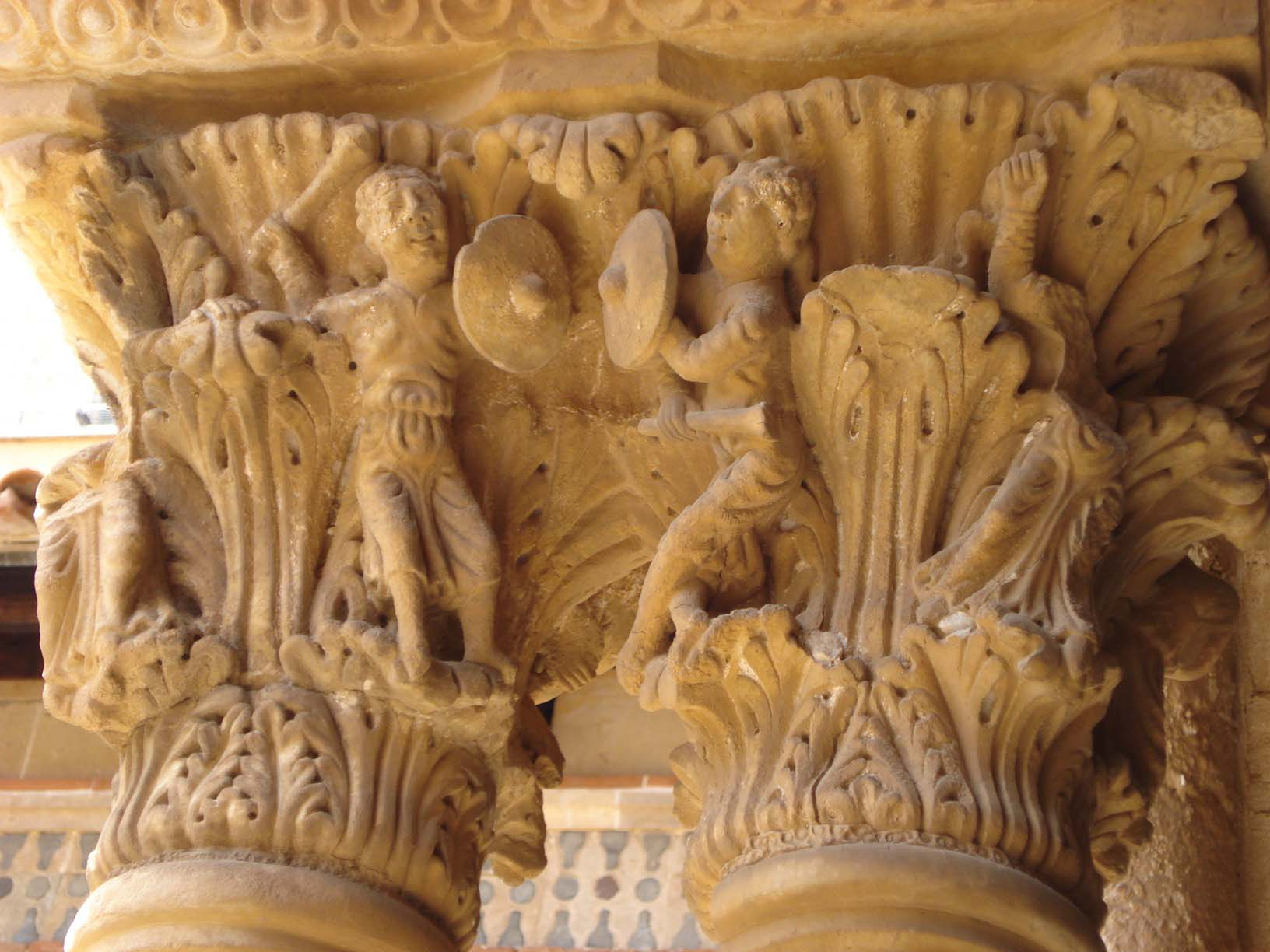
Duelo con clavas y escudos en un capitel del claustro de Monreale.

Una clava es una maza, porra o garrote, de tamaño corto a mediano, usualmente de madera, que va aumentando de diámetro desde su empuñadura a su extremo y que desde la remota antigüedad se utilizaba como arma de cuerpo a cuerpo o de contacto.
Para aumentar su efectividad, se podían colocar en la zona extrema piezas de sílex, hueso o metal.

## Atributos
La clava, junto a la piel de león, son los atributos de Heracles (o Hércules), en las artes plásticas occidentales.

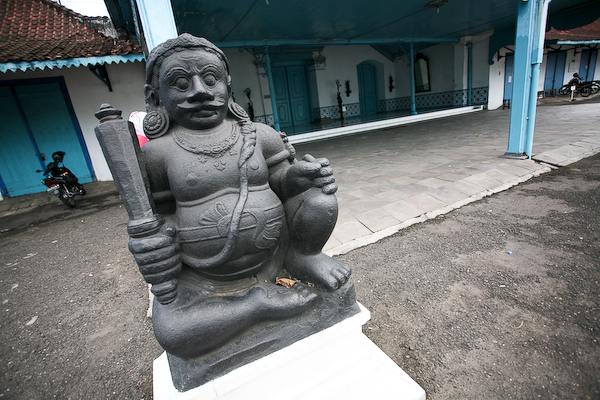
Dvarapala en el Kraton de Surakarta, Indonesia.

En el budismo, es el arma de los Dvarapalas, estatuas representando a los guardianes de puerta, a menudo representado como un guerrero o un gigante temible, generalmente armado con un arma, siendo la más común la gada (maza). Es un elemento arquitectónico muy extendido en las culturas hindú, budista y jainista, así como en zonas influenciadas por ellas, como Java.

## Origen
La clava o maza puede ser una de las armas más antiguas utilizadas por el hombre y originalmente probablemente consistía en una rama o raíz de madera engrosada naturalmente; los fémures de animales también son adecuados. Todos los tipos aumentaban la potencia del brazo y proporcionaban cierta distancia al oponente. Posteriormente, se unieron piedras a palos con fibras vegetales; aún más tarde, se perforaron agujeros en las piedras a través de los cuales se clavaba una rama (pulida). En el sentido del palo, que se usa para golpear, el uso de garrotes también se puede comprobar en los chimpancés.
El dispositivo con mango y engrosamiento es ideal para balancear, tanto para golpear como para lanzar e implementa un principio que se implementa en las herramientas basadas en palos como el martillo y el hacha , así como en todas las herramientas con mango optimizado para balanceo y cabeza. Técnicamente, la maza es una máquina simple.

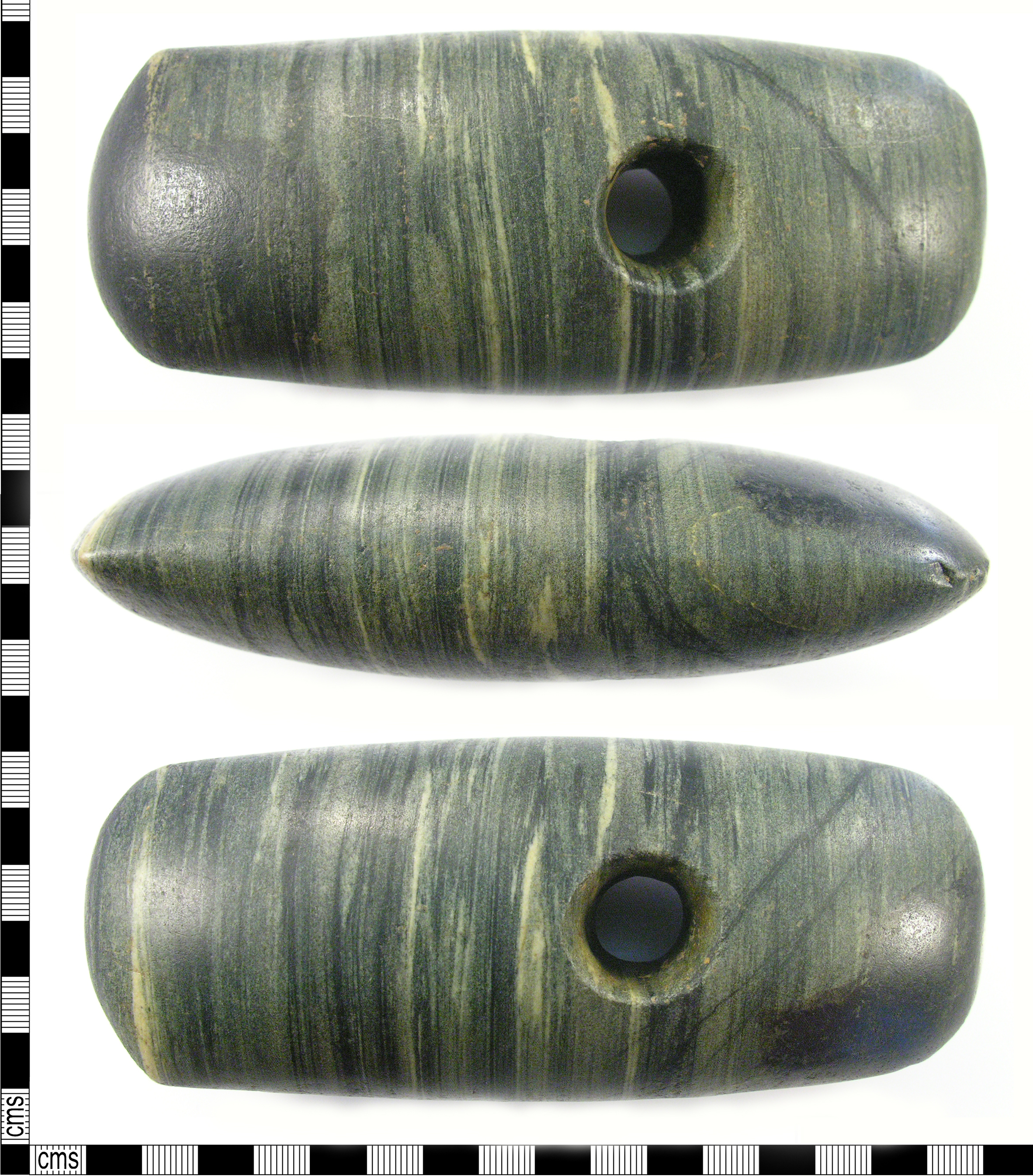
Cabeza de garrote perforada (tercer milenio a. C.)

Los primeros garrotes asegurados datan del Mesolítico. Se trata de cabezas de piedra perforadas redondas, esféricas, en forma de disco o rectangulares planas. Las cabezas redondas de maza de piedra son las sucesoras de las mazas de madera y aparecen como mazas de canto rodado. La perforación se realizaba mediante picado en forma de embudo o perforación completa; desde el Neolítico también como perforación hueca. En la cultura Maglemose había un tipo que probablemente evolucionó del hacha de rodillos. Estos palos tienen una espiga plana, a menudo con un agujero o muesca para atar. El extremo romo del cuello del hacha de rodillos, engrosado y enfatizado, forma la superficie de impacto. En Francia, se fabricaba una cabeza de palo de pedernal con Campignia encontrada, que aparentemente es una imitación de una herramienta de roca. Una característica es que muchos se hicieron a partir de tipos de rocas visualmente llamativos, generalmente erracias glaciales. Se han definido varios tipos, principalmente por Fiona Roe, quien propuso una tipología británica en 1979 que desde entonces ha sido descartada. Menos comunes son las mazas de asta con todos los postes quitados. Una maza de madera fue encontrada en Kalambofalls (Zambia), cuya edad es de unos 200.000 años. La clava probablemente se usó para matar animales. El rey egipcio Narmer, el unificador del Alto y el Bajo Egipto, se estableció alrededor del año 3000 a. C. en la famosa paleta de piedra que lo representa con una maza. También es uno de los atributos del dios hindú Vishnu.
En la mitología griega, los centauros y los silenos llevaban garrotes, que utilizaban para luchar contra bestias feroces.

## Tipos

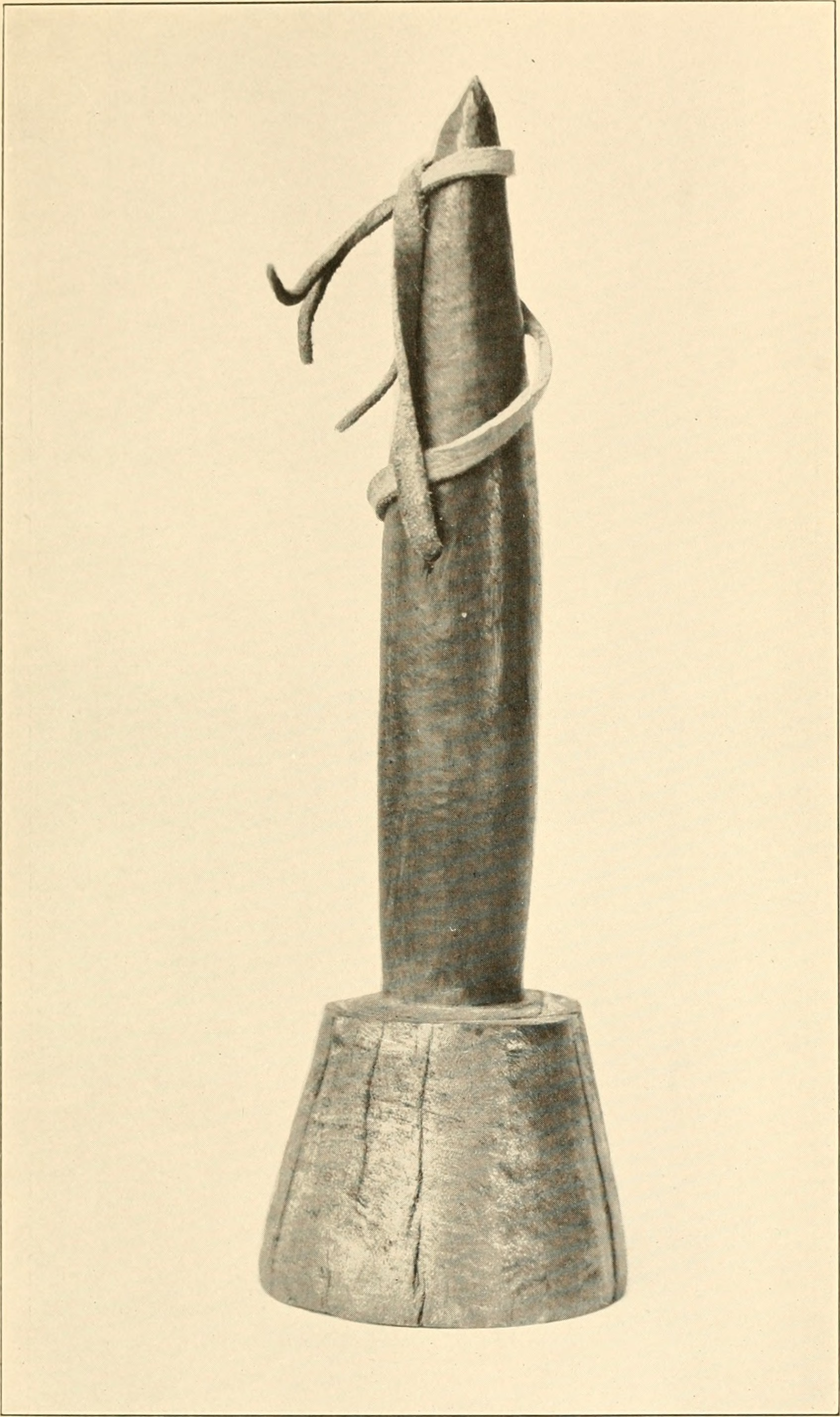
Un garrote de guerra Yuma

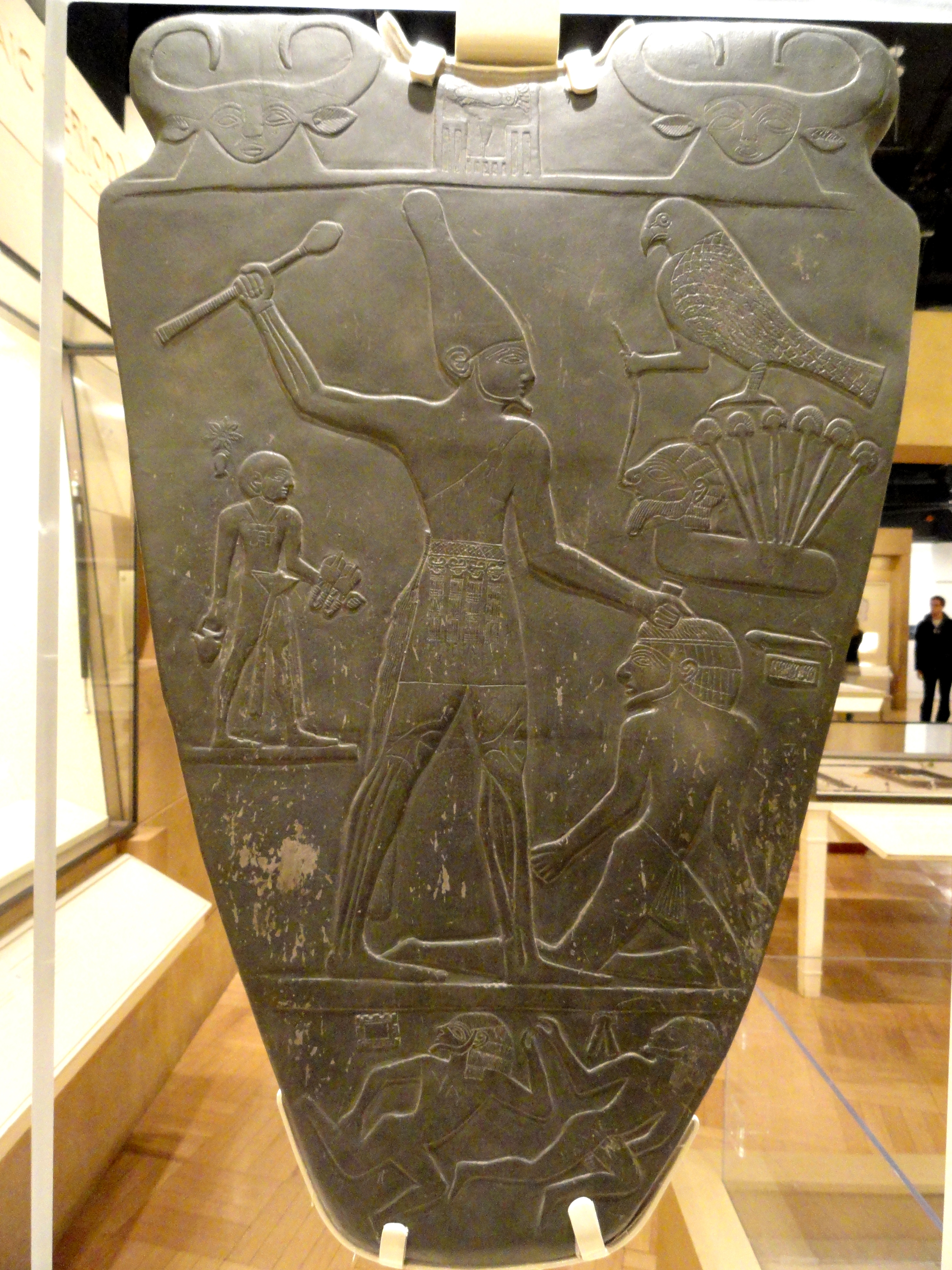
Réplica de la paleta de Narmer (dinastía Ira, 3050 a. C.) enarbolando una maza, Museo real de Ontario.

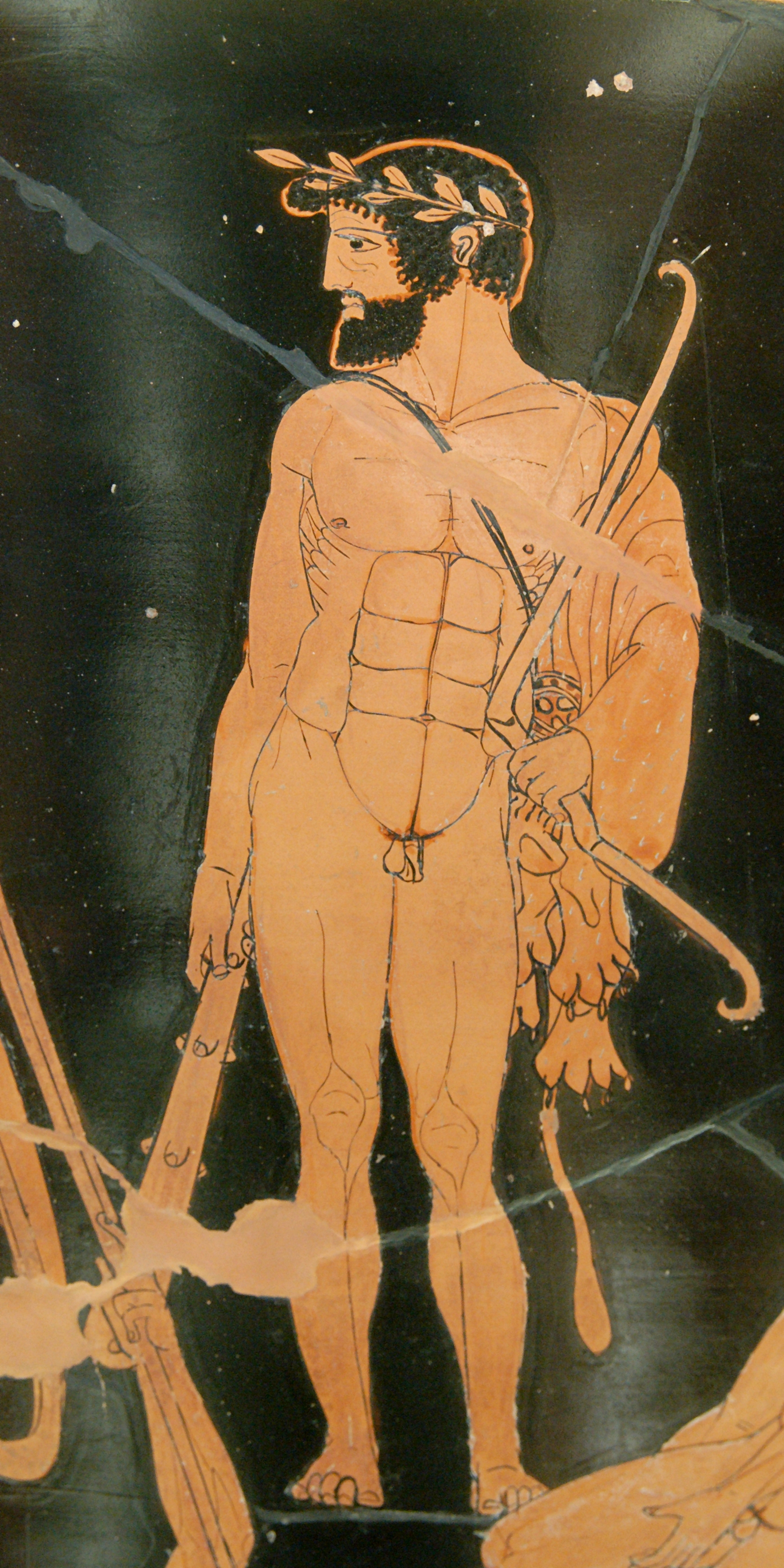
Heracles coronado con una corona de laurel, llevando la piel del león y con una maza y un arco, detalle de una escena representando una reunión de los Argonautas. Lateral de una vaso procedente del Ática, ca. 460–450 AC.

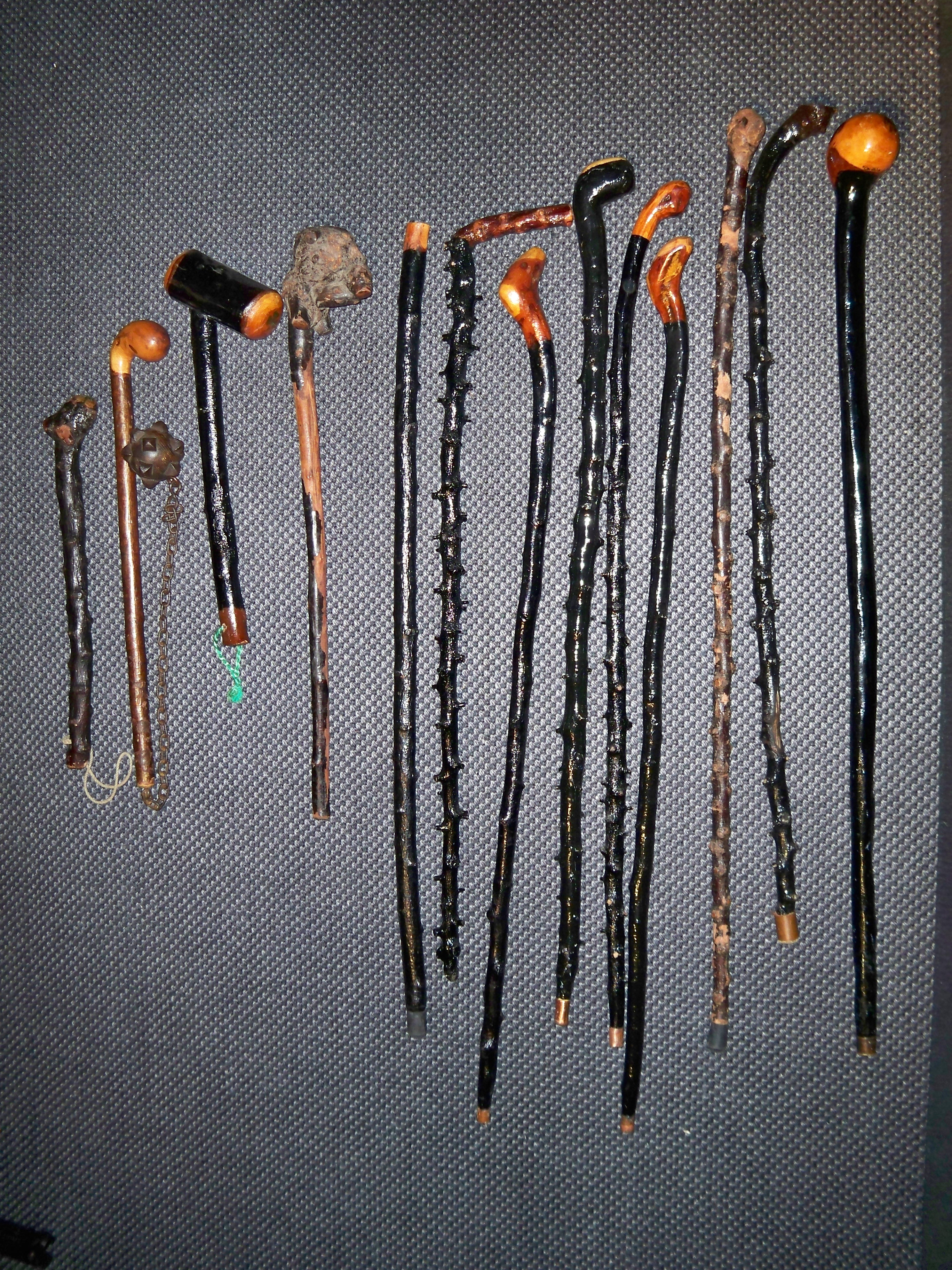
Un conjunto variado de garrotes shillelagh.

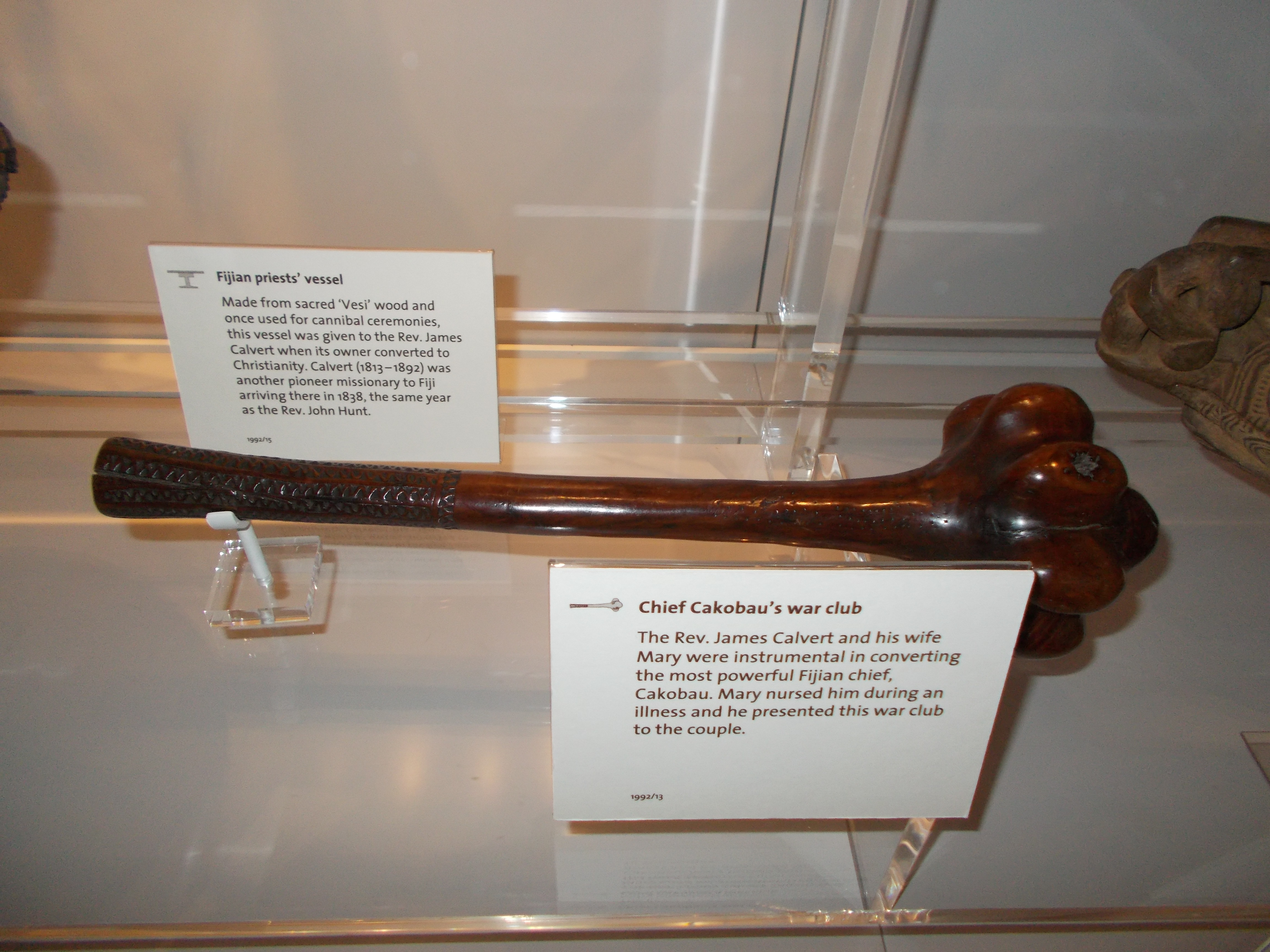
Una maza de un guerrero de Fiyi, Museo del metodismo en Londres.

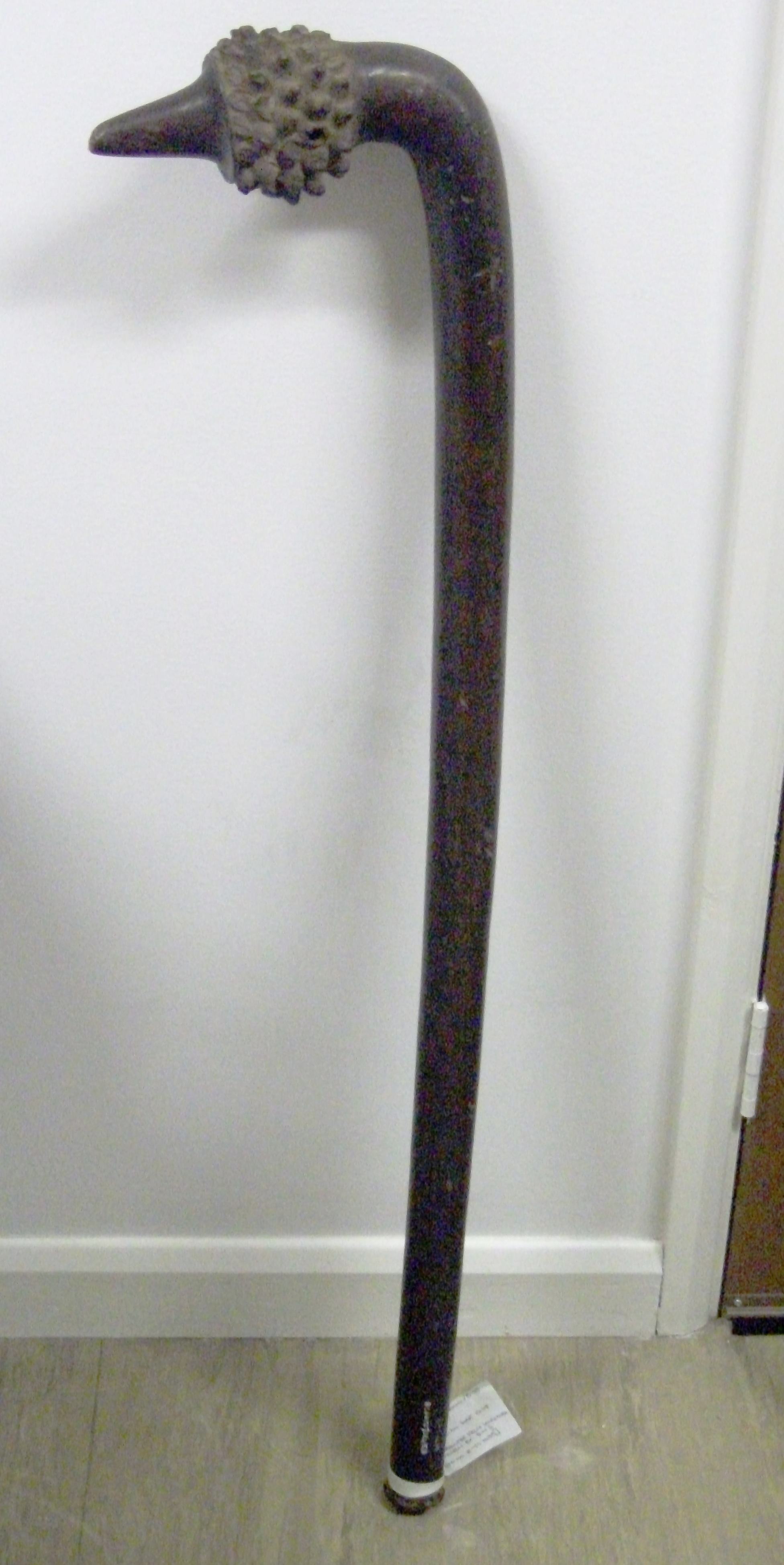
Una totokia de Fiyi. Museo de Bedford.

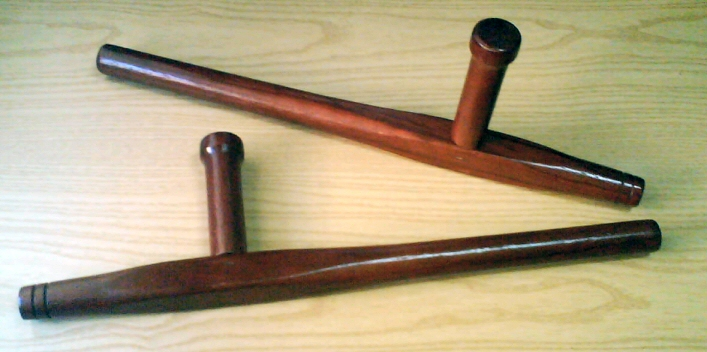
Un par de tonfas.

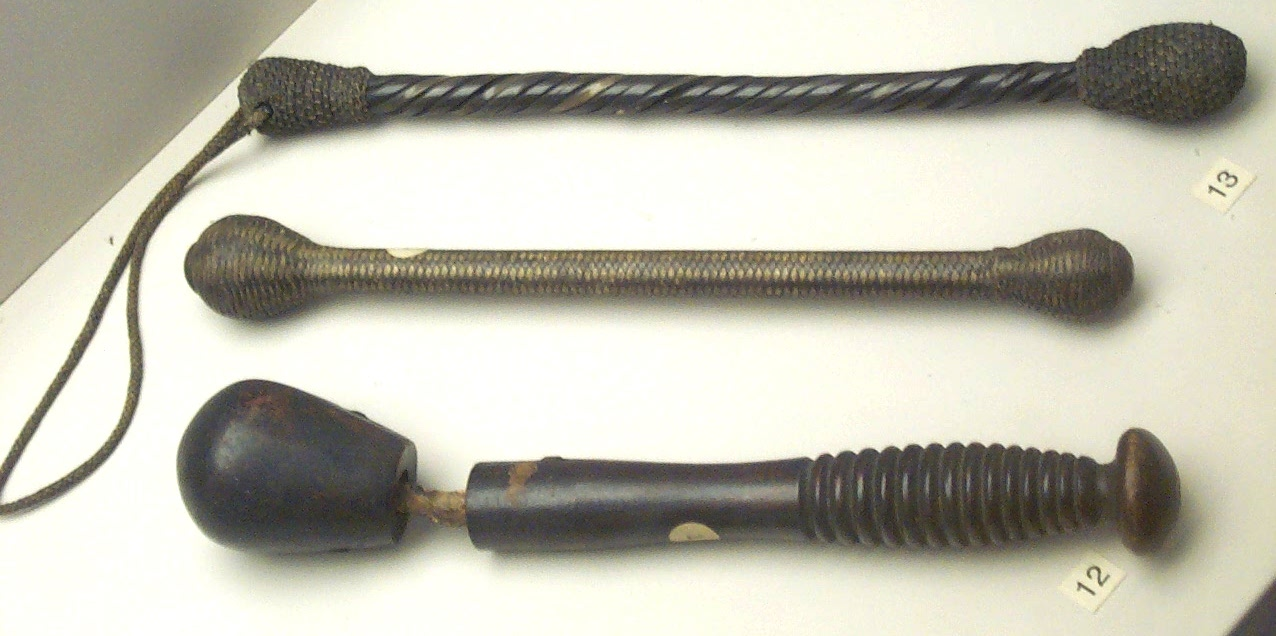
varios tipos de porras (blackjack) de policía del Reino Unido. Museo de Bedford.

Aunque quizás sea la más simple de todas las armas, los garrotes vienen en muchas variedades, incluyendo:
- Aclis - un garrote con una correa de cuero integrada, que se utiliza para devolverlo a la mano después de golpearlo contra un oponente. Utilizado por las legiones del Imperio Romano.
- Palo de bola - Estos palos eran utilizados por los nativos americanos. Hay dos tipos; los palos de bola de piedra que fueron utilizados sobre todo por los primeros indios de las llanuras, la meseta y el suroeste, y los palos de bola de madera que utilizaban las tribus hurón e iroquesa. Estos palos consistían en una cabeza, relativamente libre, de piedra o madera redondeada, unida a un mango de madera.
- Gun - Tipo de arma militar china utilizada en la época medieval. También se utiliza en el moderno espectáculo de Wushu y en la práctica de artes marciales.
- Bates de béisbol, cricket y T-ball - El bate de béisbol se utiliza a menudo como arma improvisada, de forma parecida al mango de pico. En los países en los que no se juega habitualmente al béisbol, los bates de béisbol suelen considerarse primero como armas. Los bates de Tee ball también se utilizan de esta manera. Su menor tamaño y peso hacen que el bate sea más fácil de manejar en una mano que un bate de béisbol. Los bates de críquet son más pesados y su forma plana y mango corto los hacen poco manejables como armas, pero en algunos países son más comunes que los bates de béisbol.
- Porra o cachiporra- formas utilizadas por las fuerzas del orden.
- Blackjack o cosh- un palo con un peso adosado a su extremo diseñado para aturdir al sujeto, usado por las fuerzas del orden.
- Bian - un garrote tuberculoso utilizado por la infantería y los generales chinos medievales.
- Kachal - una maza de mano de piedra tradicional utilizado por los mapuche en Chile, con un cuerpo largo y plano. En español, se conoce como clava cefalomorfa. Tiene cierta importancia ritual como signo especial de distinción que lleva el líder militar de la tribu.[3]
- Garrote - Bastón robusto que llevaban los campesinos durante la Edad Media. Funcionaba como bastón y como arma tanto para la autodefensa como para la guerra. Los garroteros se rebelaron en varias localidades contra los excesos de los soldados de ambos bandos durante la Guerra Civil Inglesa. Durante el siglo XVIII la lucha de singlestick (un deporte de entrenamiento para el uso de la backsword de una sola mano) se llamaba singlesticking, o cudgel-play.[4]
- Palanqueta - una herramienta comúnmente utilizada como arma improvisada, aunque algunos ejemplos son demasiado grandes para ser blandidos con una sola mano, y por lo tanto deben ser clasificados como staves.
- Linterna - Una linterna de metal alargada grande, puede ser un garrote improvisado muy eficaz. Aunque no está clasificada específicamente como un arma, los guardias de seguridad, los porteros y los civiles suelen llevarla para defenderse, especialmente en los países en los que está restringido llevar armas.
- Gata - un garrote de guerra fiyiano
- Garrote tipo culata de rifle - un garrote de guerra estilizado como la culata de un rifle
- Jiǎn - un tipo de garrote recto de cuatro filos diseñado específicamente para romper otras armas con bordes afilados.
- Jutte o jitte - un arma distintiva de la policía samurái que consistía en una barra de hierro con un gancho. Podía parar y desarmar a un asaltante con espada sin causarle heridas graves. Con el tiempo, la jutte también llegó a considerarse un símbolo de estatus oficial.[5]
- Kanabō (nyoibo, konsaibo, tetsubō, ararebo) - Varios tipos de palos japoneses de diferentes tamaños hechos de madera y/o hierro, normalmente con púas o tacos de hierro. Utilizados por primera vez por los Samurai.[6][7][8][9]
- Palos de guerra Kanak - armas tradicionales de Nueva Caledonia
- Kiyoga - un bastón con resorte similar al bastón policial plegable Asp, pero con la sección central hecha de un resorte de acero de alta resistencia. La punta y la primera sección se deslizan en el muelle, y el conjunto se anida en un mango de siete pulgadas. Para desplegar el kiyoga, basta con agarrar el mango y balancearse. Esto hace que las partes se extiendan desde el mango hasta formar un bastón de diecisiete pulgadas de largo. El kiyoga tiene una ventaja sobre un bastón plegable convencional: puede alcanzar alrededor de un brazo levantado que intenta bloquearlo para golpear la cabeza.[10][11]
- Knobkierrie: palo de guerra del sur y el este de África con un distintivo pomo pesado en el extremo.
- Kubotan - un garrote corto, delgado y ligero utilizado a menudo por los agentes de la ley, generalmente para aplicar presión contra puntos seleccionados del cuerpo con el fin de fomentar la conformidad sin infligir lesiones.
- Leangle - un garrote de lucha de los aborígenes australianos con una cabeza de golpeo en forma de gancho, normalmente casi en ángulo recto con el mango del arma. El nombre proviene de lenguas kulin como Wemba-Wemba y Woiwurrung, basado en la palabra lia (diente).[12]
- Salvavidas (en inglés life-preserver)- un palo corto, a menudo con peso, destinado a la defensa personal. Se menciona en la obra de Gilbert y Sullivan Los piratas de Penzance y en varias historias de Sherlock Holmes.[13]
- Lil Lil - Un garrote aborigen con una aerodinámica similar a la de un bumerán. Se puede lanzar o sostener en la mano.
- Lucero del alba (en inglés morning star y en alemán morgenstern) es una maza de armas
- Maza - un palo de metal con una cabeza pesada en el extremo, diseñado para dar golpes muy potentes. La cabeza de una maza también puede tener pequeños clavos forjados. La maza se confunde a menudo con el lucero del alba y el Mayal de armas .
- 'Mere - garrote corto y de hoja ancha de los Māori, generalmente hecho de jade de nefrita y utilizado para dar golpes de frente.
- 'Estrella de la mañana - arma medieval en forma de garrote que consiste en un asta con una bola adjunta adornada con uno o más pinchos
- Nulla-nulla - un palo corto y curvado de madera dura, utilizado como arma de caza y en peleas tribales por los aborígenes de Australia.
- Nunchaku (también llamado nunchakus) - arma asiática que consiste en dos palos, conectados por una cuerda corta, un cordón o una cadena, y que suele utilizarse con un palo en la mano y el otro balanceado como golpe.
- Oslop - un garrote ruso a dos manos, muy pesado, a menudo con mango de hierro, que se utilizaba como el arma de infantería más barata y disponible.
- Garrote de pala - común en las Islas Salomón, estos garrotes podían utilizarse en la guerra o para propulsar una pequeña canoa.
- 'Mango de pico - el mango (normalmente de madera) de un pico utilizado como garrote
- 'Rungu (Swahili, plural marungu): garrote o bastón de madera con un simbolismo y un significado especiales en algunas culturas tribales de África Oriental. Se asocia especialmente con el pueblo maasai morans (guerreros masculinos) que lo han utilizado tradicionalmente en la guerra y en la caza.
- 'Sali, un garrote de guerra fiyiano
- Barra Sally  - un palo de madera largo y delgado, generalmente hecho de sauce (salix), una madera un poco flxible y utilizado principalmente en el pasado en Irlanda como instrumento disciplinario, pero también utilizado a veces como un garrote (sin la técnica de esgrima de la lucha con palos) en peleas y riñas). En Japón este tipo de palo se llama Hanbō que significa medio palo, y en las FMA (artes marciales filipinas) se llama palo eskrima o escrima, a menudo hecho de ratán.
- Shillelagh - un palo o garrote de madera, típicamente hecho de un palo nudoso y robusto con un gran pomo en el extremo, que se asocia con Irlanda en el folclore
- Slapjack - una variación de la blackjack que consiste en una correa más larga que permite usarla como un flail, y puede usarse como garrote o para técnicas de captura como se ve en el uso de nunchaku y otras armas flexibles
- 'Supi - un garrote de guerra de las Islas Salomón
- Bastón telescópico - bastón rígido capaz de reducirse a una longitud menor para ser más fácil de transportar y ocultar.
- Tipstaff - bastón ceremonial utilizado por un funcionario judicial del mismo nombre
- Tonfa o bastón de mango lateral: bastón de origen okinawense con un segundo mango montado perpendicularmente al asta, adoptado por las fuerzas del orden
- Totokia - un palo con púas de Fiyi[14]
- Garrote de asalto a la trinchera: un tipo de arma cuerpo a cuerpo utilizada por ambos bandos en la Primera Guerra Mundial
- Ula - garrote tradicional de Fiyi
- U'u - garrote ceremonial exquisitamente tallado de las Islas Marquesas, utilizado como símbolo de estatus principal
- Waddy - un pesado garrote de madera dura, utilizado como arma para la caza y en las luchas tribales, y también como herramienta, por los aborígenes de Australia. La palabra waddy describe un garrote de Nueva Gales del Sur, pero los australianos también lo utilizan en general para incluir otros garrotes aborígenes, como el nulla nulla y el leangle.

## Apéndices de animales
Algunos animales tienen extremidades o apéndices que se asemejan a clavas o mazas, como:
- Ankylosaurus (dinosaurio acorazado)
- Anodontosaurus (dinosaurio acorazado)
- Machaeropterus deliciosus saltarín alitorcido (ave actual)
- Dyoplosaurus (dinosaurio acorazado)
- Xenicibis (ibis de Jamaica, ave extinta)
- Stomatopoda (crustáceo marino, mantis marinas)
- Nodocephalosaurus (dinosaurio acorazado)
- Pezophaps solitaria, Solitario de Rodrigues (ave extinta)
- Talarurus (dinosaurio acorazado)